# Hypomasticus
Hypomasticus es un  género de peces de la familia Anostomidae y de la orden de los Characiformes.

## Especies
Hay 6 especies reconocidas en este género, ya que en 2016 Hypomasticus garmani fue trasladada al género Megaleporinus.
- Hypomasticus despaxi (Puyo, 1943)
- Hypomasticus julii (dos Santos, Jégu & A. C. Lima, 1996)
- Hypomasticus megalepis (Günther, 1863)
- Hypomasticus mormyrops (Steindachner, 1875)
- Hypomasticus pachycheilus (Britski, 1976)
- Hypomasticus thayeri (Borodin, 1929)